# Мид (округ, Канзас)
Мид (англ. Meade County; стандартное обозначение ME) — округ в штате Канзас, США. Официально образован 20 марта 1873 года. По состоянию на 2010 год, численность населения составляла 4 575 человек.

## География
По данным Бюро переписи США, общая площадь округа равняется 2 535,613 км2, из которых 2 533,023 км2 суша и 3,367 км2 или 0,100 % это водоёмы.

## Население
По данным переписи населения 2000 года в округе проживает 4 631 жителей в составе 1 728 домашних хозяйств и 1 252 семей. Плотность населения составляет 2,00 человека на км2. На территории округа насчитывается 1 968 жилых строений, при плотности застройки около 1,00-го строения на км2. Расовый состав населения: белые — 91,10 %, афроамериканцы — 0,39 %, коренные американцы (индейцы) — 0,54 %, азиаты — 0,22 %, гавайцы — 0,00 %, представители других рас — 6,24 %, представители двух или более рас — 1,51 %. Испаноязычные составляли 10,90 % населения независимо от расы.
В составе 36,40 % из общего числа домашних хозяйств проживают дети в возрасте до 18 лет, 64,70 % домашних хозяйств представляют собой супружеские пары проживающие вместе, 4,90 % домашних хозяйств представляют собой одиноких женщин без супруга, 27,50 % домашних хозяйств не имеют отношения к семьям, 25,60 % домашних хозяйств состоят из одного человека, 13,60 % домашних хозяйств состоят из престарелых (65 лет и старше), проживающих в одиночестве. Средний размер домашнего хозяйства составляет 2,61 человека, и средний размер семьи 3,16 человека.
Возрастной состав округа: 29,50 % моложе 18 лет, 6,90 % от 18 до 24, 26,50 % от 25 до 44, 19,20 % от 45 до 64 и 19,20 % от 65 и старше. Средний возраст жителя округа 36 лет. На каждые 100 женщин приходится 98,20 мужчин. На каждые 100 женщин старше 18 лет приходится 95,00 мужчин.
Средний доход на домохозяйство в округе составлял 36 761 USD, на семью — 41 550 USD. Среднестатистический заработок мужчины был 29 295 USD против 20 153 USD для женщины. Доход на душу населения составлял 16 824 USD. Около 6,70 % семей и 9,30 % общего населения находились ниже черты бедности, в том числе — 11,90 % молодежи (тех, кому ещё не исполнилось 18 лет) и 5,70 % тех, кому было уже больше 65 лет.